# James Bond 007 (jeu vidéo, 1998)
James Bond 007 est un jeu vidéo d'action-aventure développé par Saffire Corporation et édité par Nintendo sorti en 1998 sur Game Boy. Il s'agit du second jeu basé sur la licence 007 édité par Nintendo après GoldenEye 007, et basé sur un scénario original.